# Sanada Nobutsuna
Sanada Nobutsuna (Japans: 真田信綱) (Matsuo, 1537 - Nagashino, 29 juni 1575) was een samoerai uit de late Sengoku-periode. Hij verwierf faam als een van de Vierentwintig generaals van Takeda Shingen. 
Sanada werd geboren te kasteel Matsuo, als de oudste zoon van Sanada Yukitaka (een daimyo van de provincie Shinano, die later een vazal werd van de Takeda). Bij de ceremonie rond zijn volwassenwording, kreeg hij het karakter shin (信) uit de naam van Takeda Shingen, en dus nam hij de naam Nobutsuna (信綱) aan.
De eerste campagne van Nobutsuna zou rond de tijd van het beleg van Toishi zijn geweest. Hij zou nog vaak vechten aan de kant van de Takeda en werd uiteindelijk een van de Vierentwintig generaals van Takeda Shingen. Nobutsuna stierf in de slag bij Nagashino in 1575, waar hij 200 man cavalerie aanvoerde.
Hij is de oudere broer van Sanada Masayuki en daarmee een oom van Sanada Yukimura over wie Toyotomi Hideyoshi eens zei: "een held verschijnt maar eens elke honderd jaar". 